# Koffi Ndri Romaric
Christian Koffi Ndri Romaric (Abidjan, 4 giugno 1983) è un ex calciatore ivoriano, con passaporto francese, di ruolo centrocampista.

## Palmarès

### Club

#### Competizioni nazionali
- Campionato ivoriano: 3

ASEC Mimosas: 2001, 2002, 2003
- Coppa della Costa d'Avorio: 1

ASEC Mimosas: 2003
- Coppa di Spagna: 1

Siviglia: 2009-2010